# Избори за Европски парламент 1999. (Аустрија)
Избори за европски парламент 1999. у Аустрији је био избор за делегацију из Аустрије за Европски парламент 1999. године. То су били други избори такве врсте у историји Аустрије. Одржани су 13. јуна 1999.

## Изборни резултати
Резултати избора за европски парламент у Аустрији 1999.
| Политичка партија                      | Политичка група | Гласова   | Гласова  | %     | %     | Мандата | Мандата |
| Политичка партија                      | Политичка група | 1999      | ±        | 1999  | ±     | 1999    | ±       |
| -------------------------------------- | --------------- | --------- | -------- | ----- | ----- | ------- | ------- |
| Социјалдемократска партија Аустрије () |                 | 888.338   | -217.572 | 31,71 | +2,56 | 7       | +1      |
| Аустријска народна странка ()          |                 | 859.175   | -265.746 | 30,67 | +1,02 | 7       | 0       |
| Слободарска партија Аустрије ()        |                 | 655.519   | -389.085 | 23,40 | -4,13 | 5       | -1      |
| Зелени - Зелена алтернатива ()         |                 | 260.273   | +2.023   | 9,29  | +2,48 | 2       | +1      |
| Либерални форум ()                     |                 | 74.467    | -87.116  | 2,66  | -1,60 | 0       | -1      |
| Остале партије                         | -               | 63.581    | -        | 2,27  | -     | 0       | 0       |
| Укупно                                 |                 | 2.801.353 |          | 100   |       | 21      |         |
| Неважећи гласови                       | -               | 87.380    | -        | 1,49  | -     | -       | -       |

- Од 5.847.660 регистрованих гласача на изборе је изашло 49,40%